# Campeonato de Italia de Ciclismo en Ruta

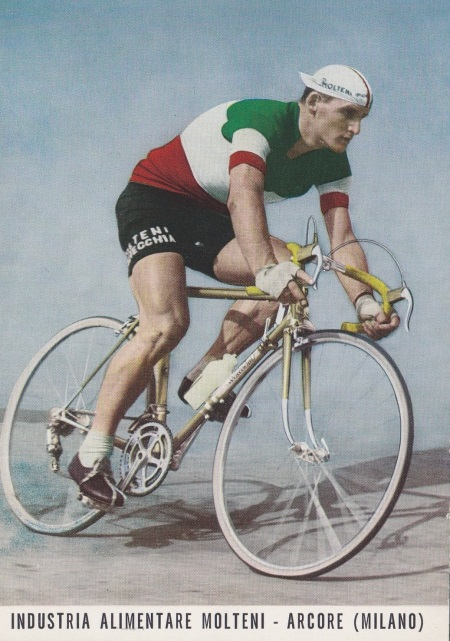
Guido De Rosso campeón en 1964

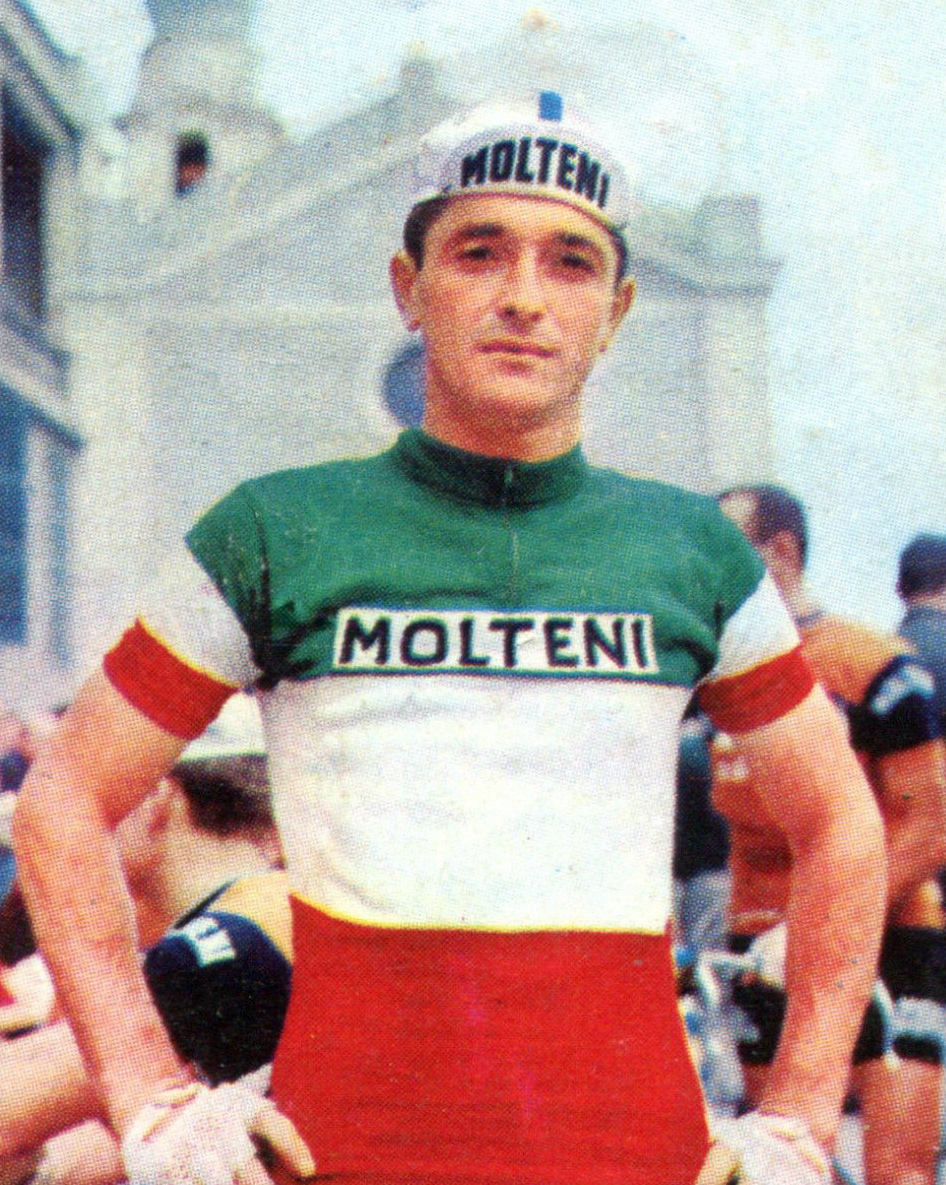
Michele Dancelli campeón en 1965 y 1966

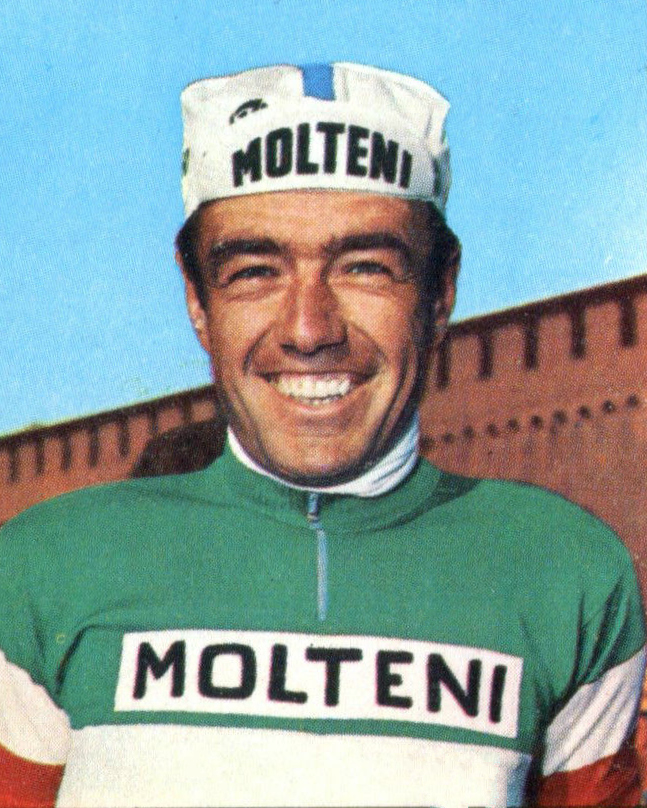
Franco Balmamion como campeón italiano en 1967

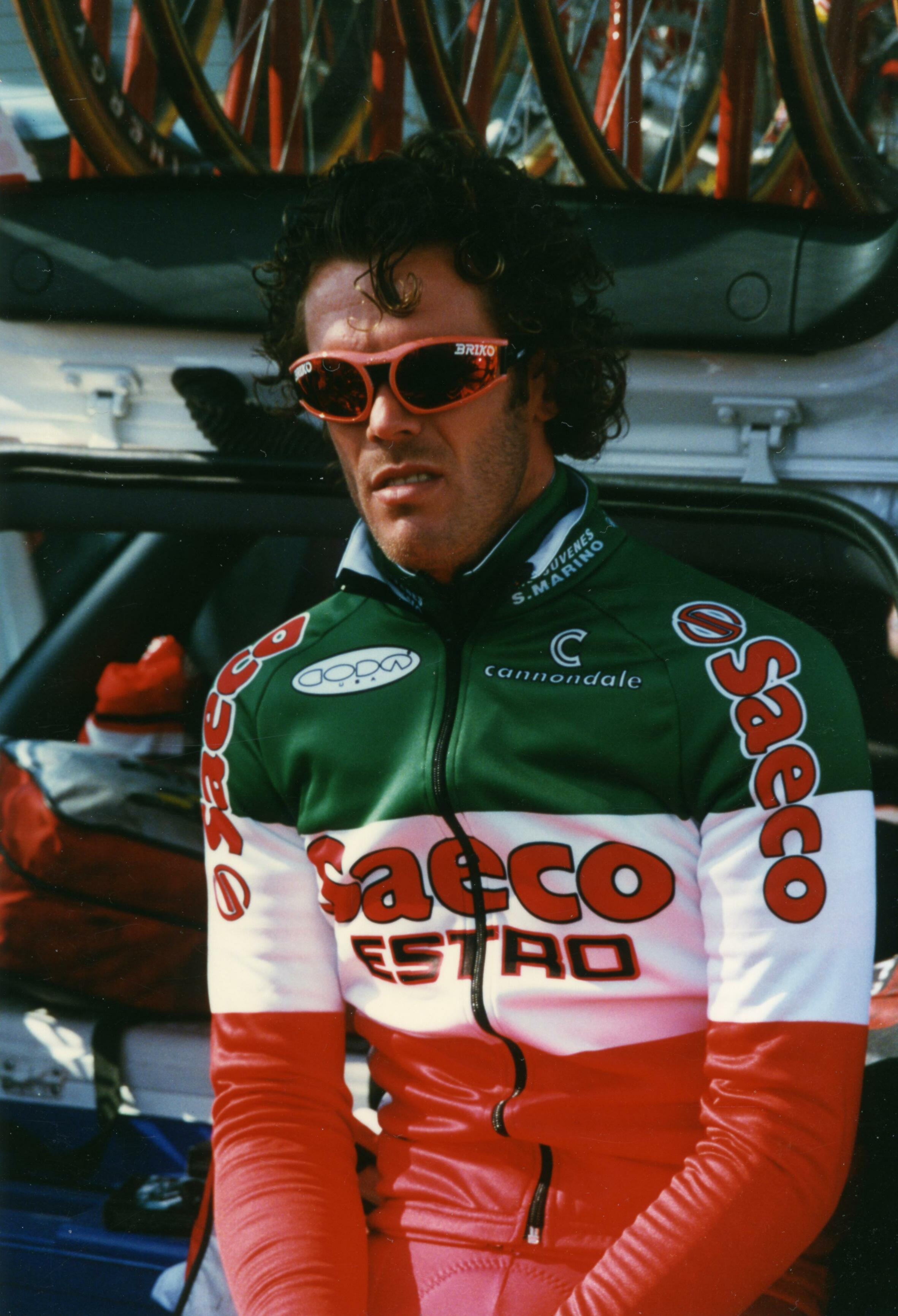
Mario Cipollini campeón en 1996

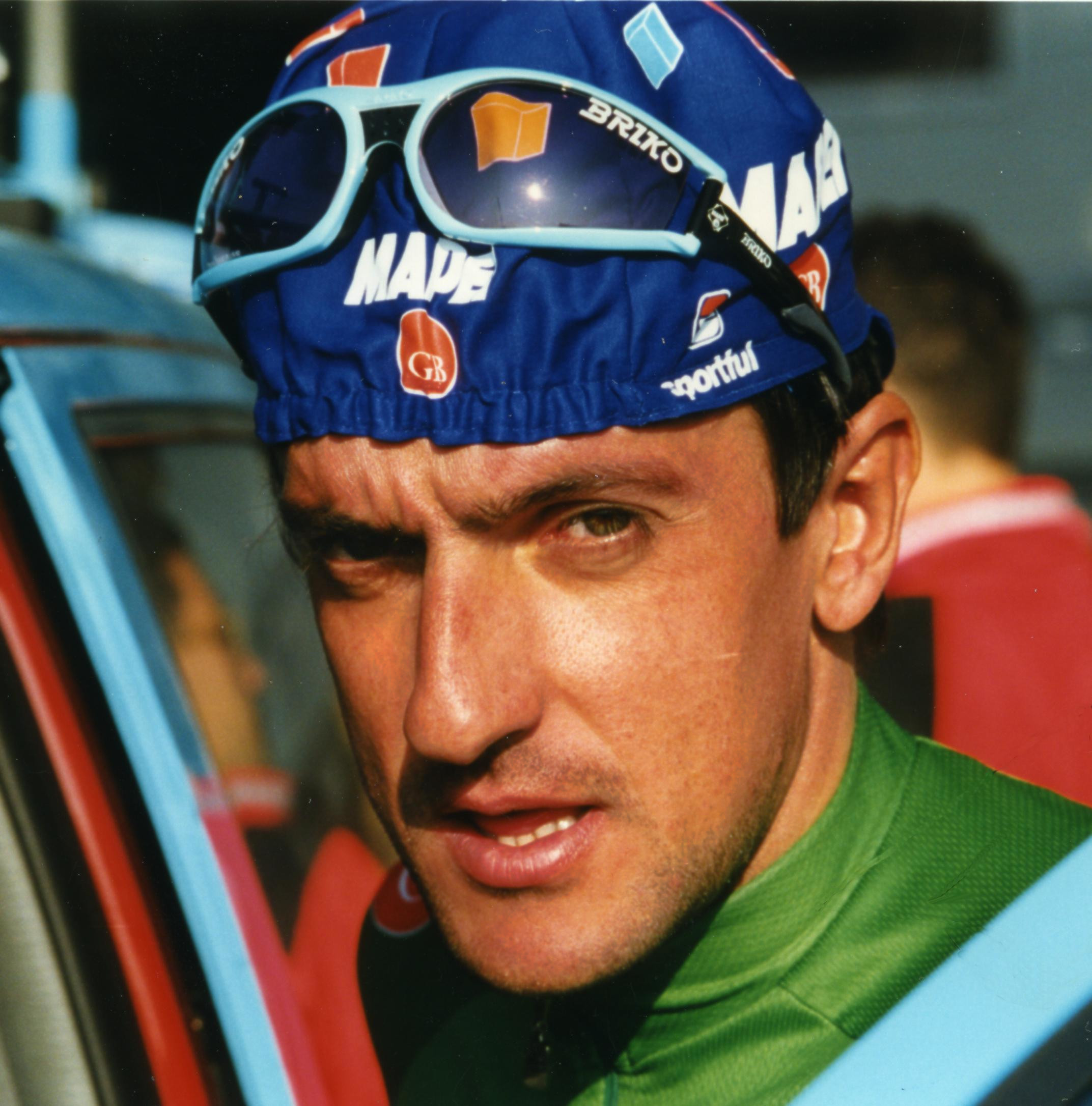
Gianni Faresin campeón en 1997

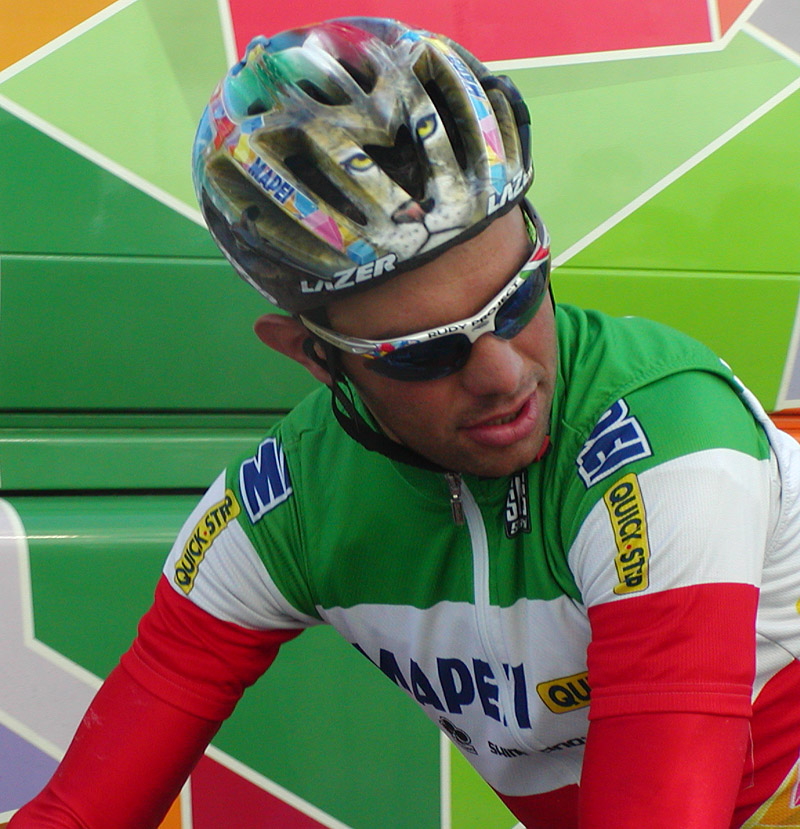
Daniele Nardello campeón en 2001

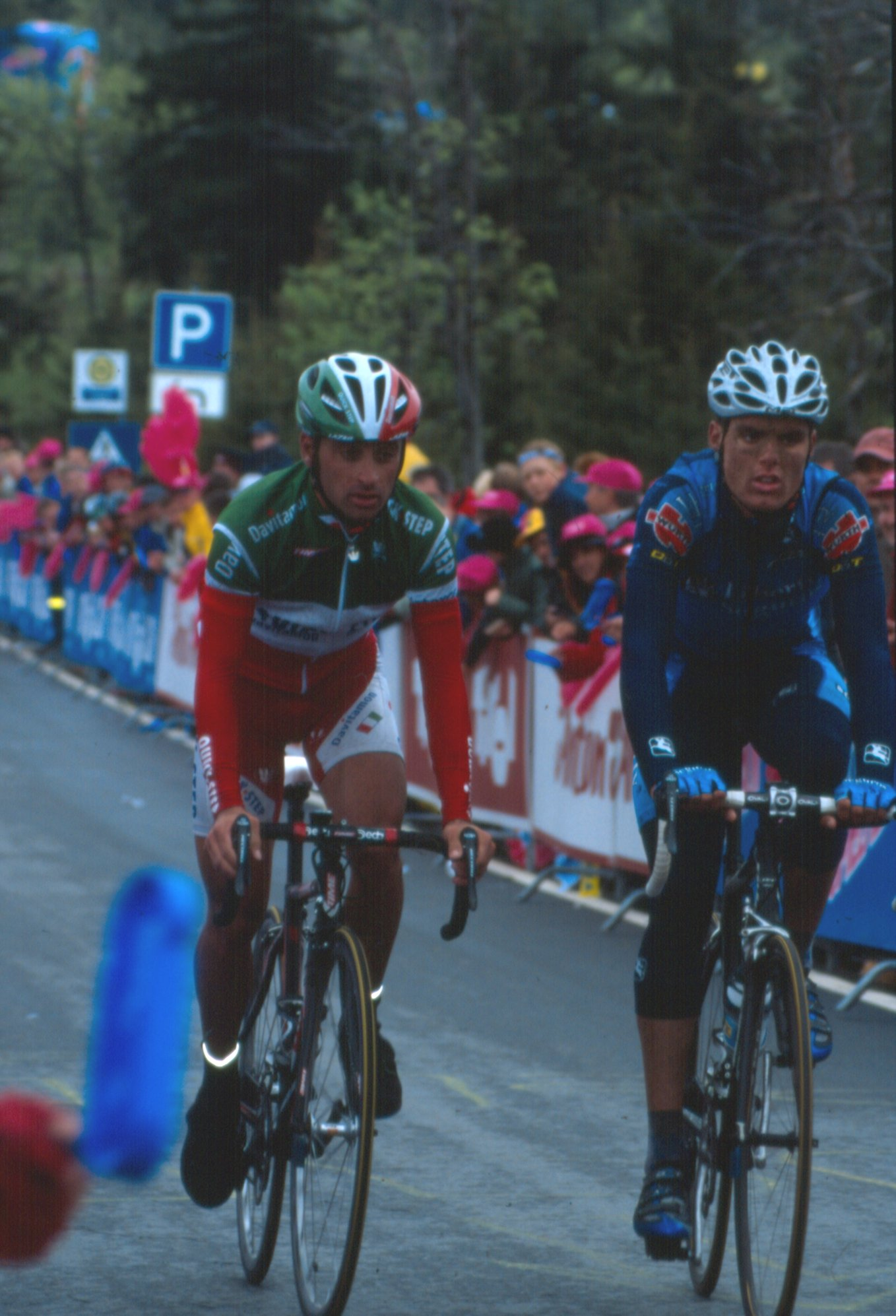
Paolo Bettini con la maglia tricolor.

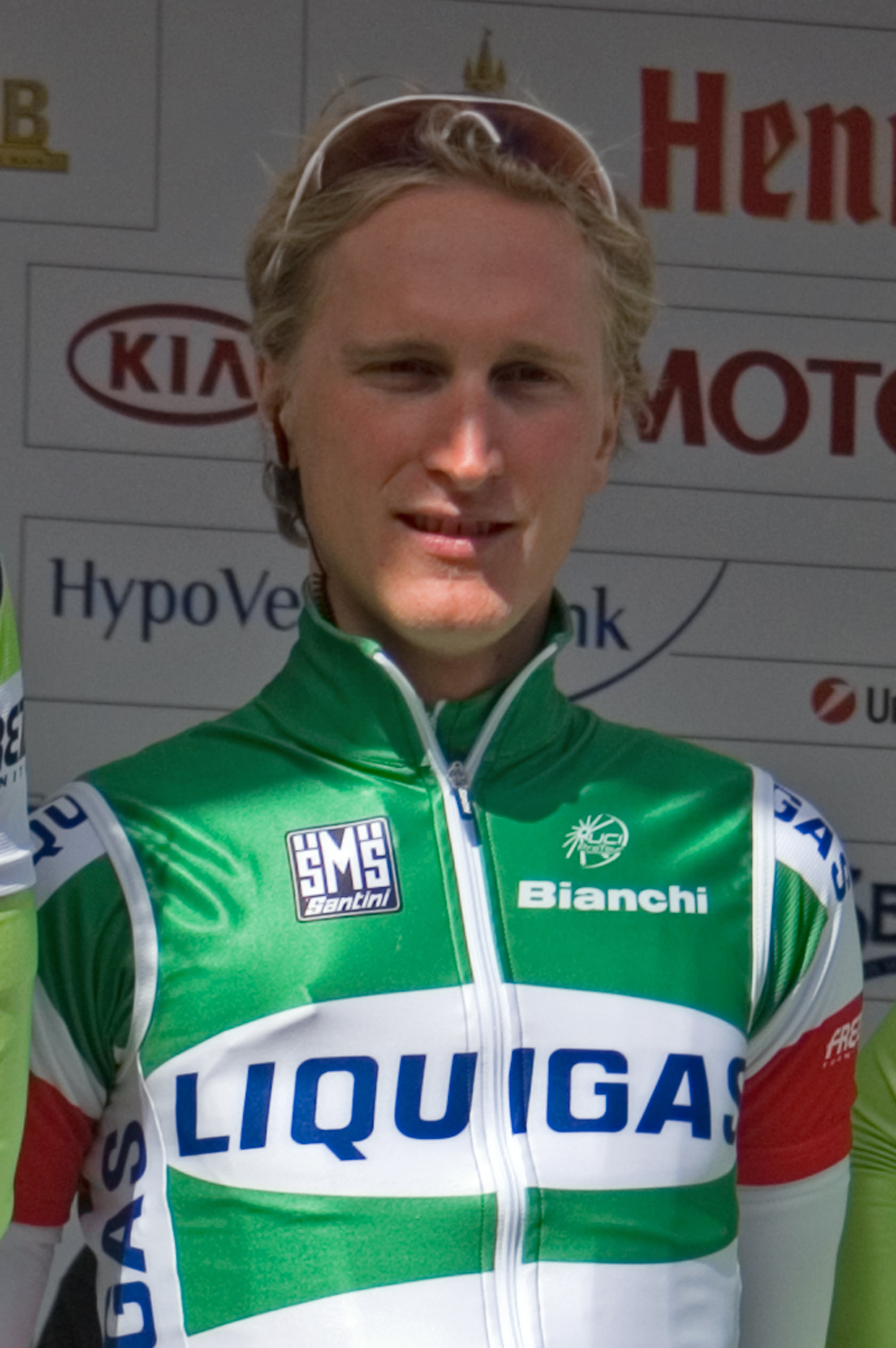
Enrico Gasparotto, campeón en 2005

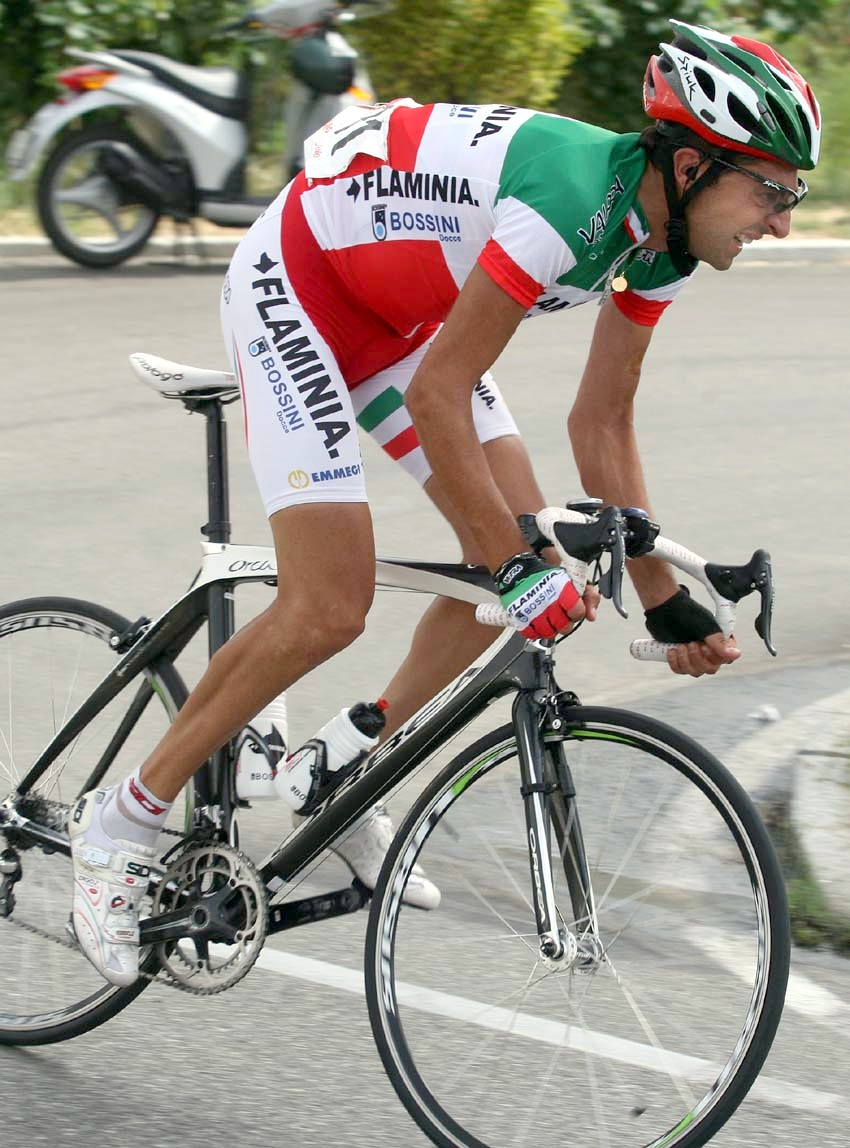
Filippo Simeoni con el maillot de campeón de Italia ganado en 2008.

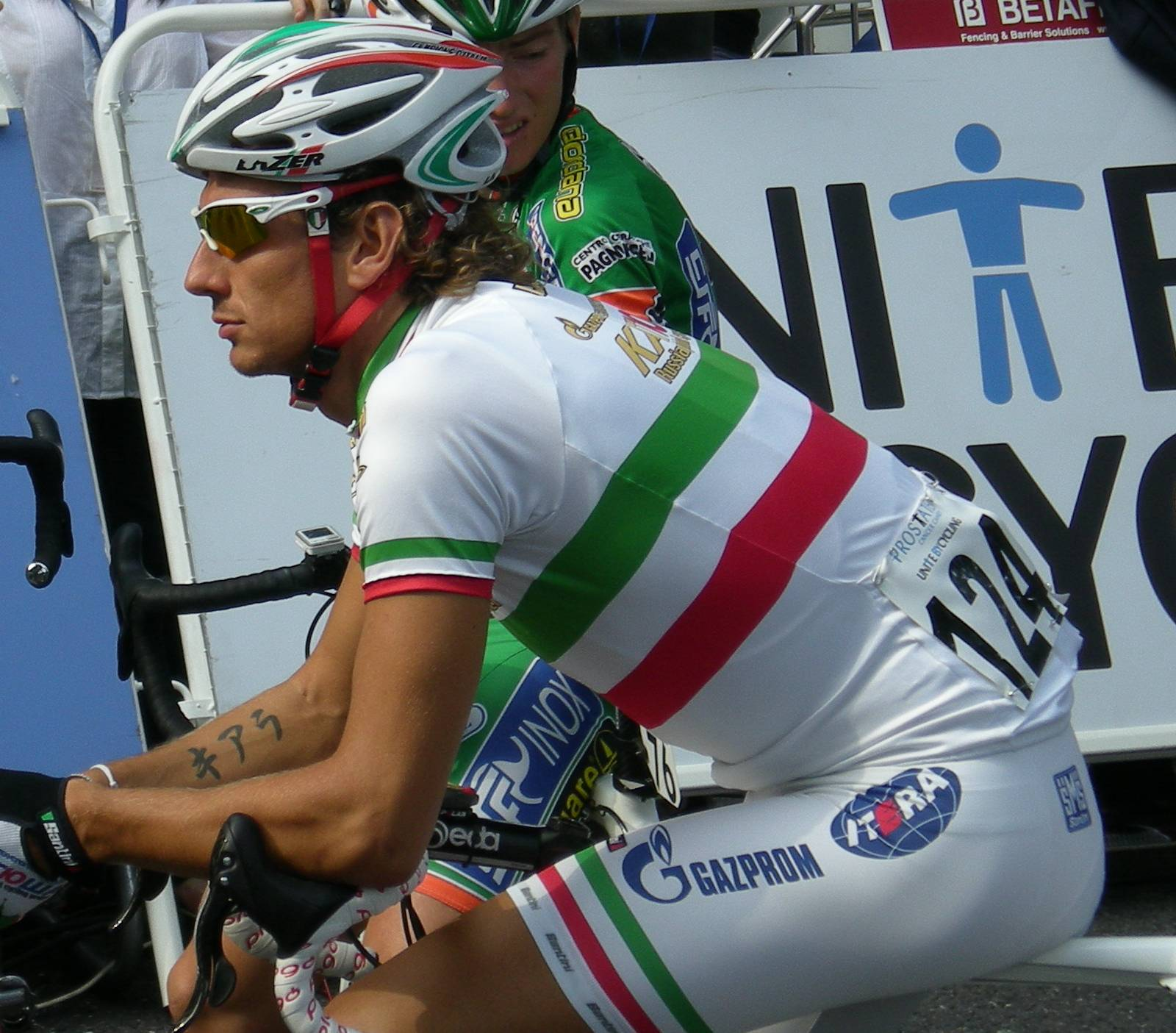
Filippo Pozzato campeón en 2009.

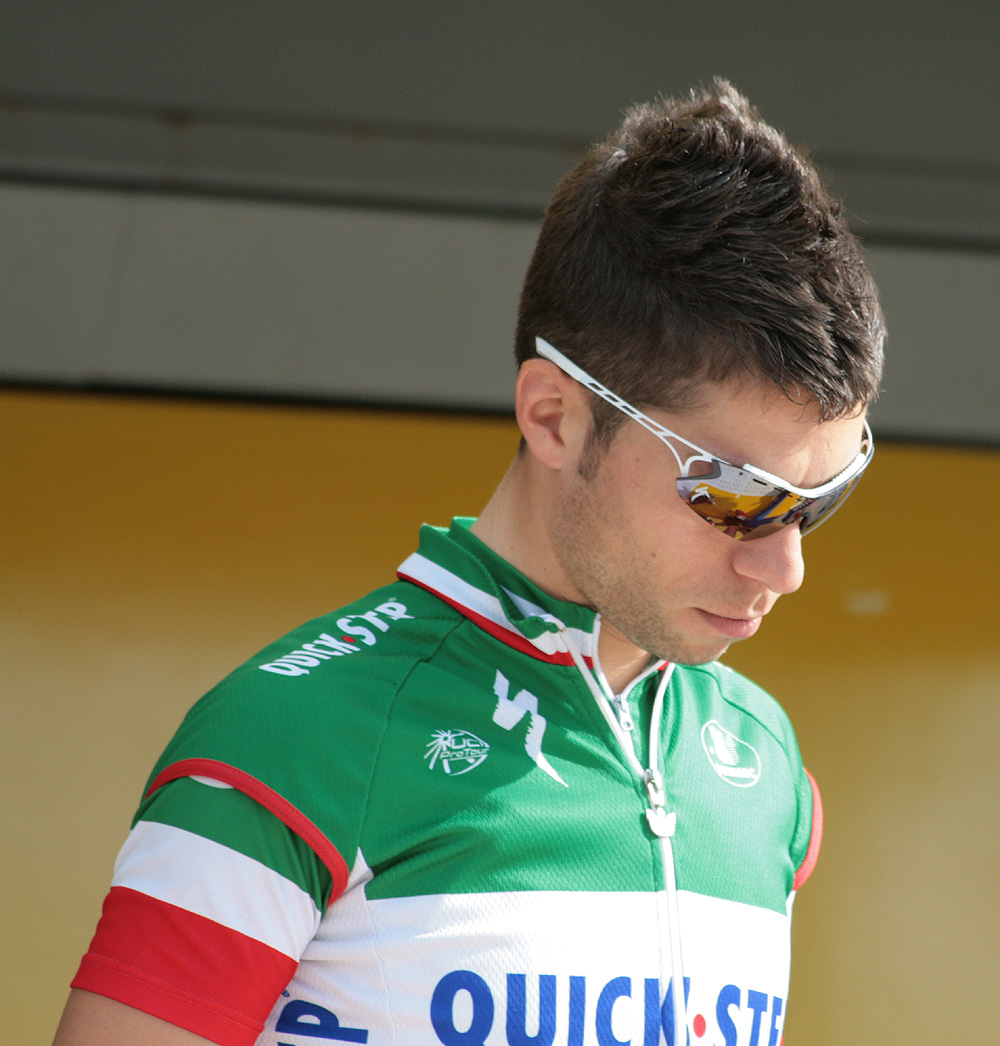
Giovanni Visconti, campeón en 2007, 2010 y 2011

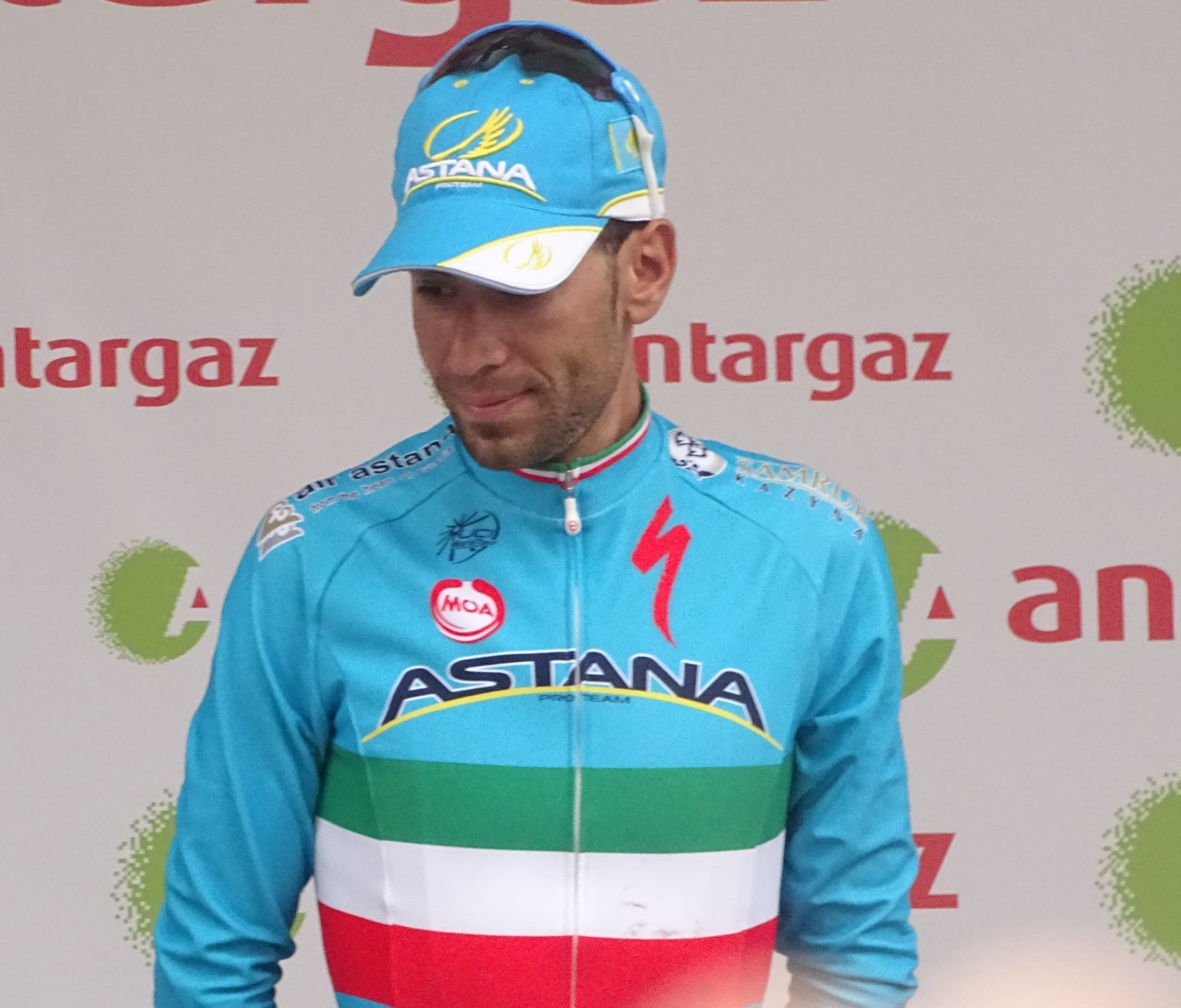
Vincenzo Nibali, campeón en 2014 y 2015

El Campeonato de Italia de fondo en carretera es la carrera anual organizada para otorgar el título de Campeón de Italia. El ganador tiene derecho a portar, durante un año, el maillot con los colores de la bandera italiana (verde, blanco y rojo), en cualquier prueba en Ruta. 
Este campeonato se disputa desde 1906 ininterrumpidamente, a excepción por motivos políticos de los años 1894, 1895, del 1897 al 1905, del 1915 al 1918 y en el 1944.

## Palmarés masculino
| Año  | Ganador             | Segundo              | Tercero                  |
| ---- | ------------------- | -------------------- | ------------------------ |
| 1906 | Giovanni Cuniolo    | Battista Danesi      | Mario Fortuna            |
| 1907 | Giovanni Cuniolo    | Felice Galazzi       | Giovanni Rossignoli      |
| 1908 | Giovanni Cuniolo    | Carlo Galetti        | Pierino Albini           |
| 1909 | Dario Beni          | Carlo Bruschera      | Giovanni Cuniolo         |
| 1910 | Emilio Petiva       | Luigi Ganna          | Eberardo Pavesi          |
| 1911 | Dario Beni          | Ugo Agostoni         | Vincenzo Borgarello      |
| 1912 | Angelo Gremo        | Dario Beni           | Giuseppe Azzini          |
| 1913 | Costante Girardengo | Lauro Bordin         | Emmanuele Garda          |
| 1914 | Costante Girardengo | Luigi Lucotti        | Giuseppe Azzini          |
| 1919 | Costante Girardengo | Alfredo Sivocci      | Luigi Lucotti            |
| 1920 | Costante Girardengo | Gaetano Belloni      | Giovanni Brunero         |
| 1921 | Costante Girardengo | Giovanni Brunero     | Federico Gay             |
| 1922 | Costante Girardengo | Bartolomeo Aimo      | Giovanni Brunero         |
| 1923 | Costante Girardengo | Giovanni Brunero     | Federico Gay             |
| 1924 | Costante Girardengo | Federico Gay         | Michele Gordini          |
| 1925 | Costante Girardengo | Alfredo Binda        | Gaetano Belloni          |
| 1926 | Alfredo Binda       | Costante Girardengo  | Giovanni Brunero         |
| 1927 | Alfredo Binda       | Domenico Piemontesi  | Giuseppe Pancera         |
| 1928 | Alfredo Binda       | Antonio Negrini      | Costante Girardengo      |
| 1929 | Alfredo Binda       | Antonio Negrini      | Domenico Piemontesi      |
| 1930 | Learco Guerra       | Alfredo Binda        | Allegro Grandi           |
| 1931 | Learco Guerra       | Fabio Battesini      | Luigi Giaccobe           |
| 1932 | Learco Guerra       | Remo Bertoni         | Alfredo Binda            |
| 1933 | Learco Guerra       | Remo Bertoni         | Alfredo Bovet            |
| 1934 | Learco Guerra       | Mario Cipriani       | Aldo Canazza             |
| 1935 | Gino Bartali        | Aldo Bini            | Vasco Bergamaschi        |
| 1936 | Giuseppe Olmo       | Giovanni Cazzulani   | Olimpio Bizzi            |
| 1937 | Gino Bartali        | Cesare Del Cancia    | Olimpio Bizzi            |
| 1938 | Olimpio Bizzi       | Gino Bartali         | Glauco Servadei          |
| 1939 | Mario Vicini        | Pietro Rimoldi       | Diego Marabelli          |
| 1940 | Gino Bartali        | Pietro Rimoldi       | Osvaldo Bailo            |
| 1941 | Adolfo Leoni        | Aldo Bini            | Cino Cinelli             |
| 1942 | Fausto Coppi        | Mario Ricci          | Gino Bartali             |
| 1943 | Mario Ricci         | Fiorenzo Magni       | Glauco Servadei          |
| 1945 | Severino Canavesi   | Glauco Servadei      | Sergio Maggini           |
| 1946 | Aldo Ronconi        | Gino Bartali         | Vito Ortelli             |
| 1947 | Fausto Coppi        | Vito Ortelli         | Mario Ricci              |
| 1948 | Vito Ortelli        | Fausto Coppi         | Luciano Maggini          |
| 1949 | Fausto Coppi        | Luciano Maggini      | Adolfo Leoni             |
| 1950 | Antonio Bevilacqua  | Alfredo Martini      | Mario Ricci              |
| 1951 | Fiorenzo Magni      | Gino Bartali         | Antonio Bevilacqua       |
| 1952 | Gino Bartali        | Giuseppe Minardi     | Rinaldo Moresco          |
| 1953 | Fiorenzo Magni      | Nino Defilippis      | Loretto Petrucci         |
| 1954 | Fiorenzo Magni      | Fausto Coppi         | Giuseppe Minardi         |
| 1955 | Fausto Coppi        | Giuseppe Minardi     | Fiorenzo Magni           |
| 1956 | Giorgio Albani      | Cleto Maule          | Pierino Baffi            |
| 1957 | Ercole Baldini      | Alfredo Sabbadin     | Giorgio Albani           |
| 1958 | Ercole Baldini      | Nino Defilippis      | Aldo Moser               |
| 1959 | Diego Ronchini      | Adriano Zamboni      | Angelo Conterno          |
| 1960 | Nino Defilippis     | Rino Benedetti       | Angelo Conterno          |
| 1961 | Arturo Sabbadin     | Arnaldo Pambianco    | Giuliano Bernardelle     |
| 1962 | Nino Defilippis     | Guido Carlesi        | Franco Cribiori          |
| 1963 | Bruno Mealli        | Vendramino Bariviera | Walter Martin            |
| 1964 | Guido De Rosso      | Franco Cribiori      | Italo Zilioli            |
| 1965 | Michele Dancelli    | Vittorio Adorni      | Franco Cribiori          |
| 1966 | Michele Dancelli    | Italo Zilioli        | Vito Taccone             |
| 1967 | Franco Balmamion    | Michele Dancelli     | Vittorio Adorni          |
| 1968 | Felice Gimondi      | Vito Taccone         | Michele Dancelli         |
| 1969 | Vittorio Adorni     | Vito Taccone         | Italo Zilioli            |
| 1970 | Franco Bitossi      | Felice Gimondi       | Marino Basso             |
| 1971 | Franco Bitossi      | Felice Gimondi       | Enrico Paolini           |
| 1972 | Felice Gimondi      | Franco Bitossi       | Michele Dancelli         |
| 1973 | Enrico Paolini      | Marcello Bergamo     | Italo Zilioli            |
| 1974 | Enrico Paolini      | Felice Gimondi       | Marino Basso             |
| 1975 | Francesco Moser     | Valerio Lualdi       | Constantino Conti        |
| 1976 | Franco Bitossi      | Francesco Moser      | Wladimiro Panizza        |
| 1977 | Enrico Paolini      | Marcello Bergamo     | Francesco Moser          |
| 1978 | Pierino Gavazzi     | Francesco Moser      | Giuseppe Saronni         |
| 1979 | Francesco Moser     | Giovanni Battaglin   | Claudio Bortolotto       |
| 1980 | Giuseppe Saronni    | Giovanni Battaglin   | Gianbattista Baronchelli |
| 1981 | Francesco Moser     | Wladimiro Panizza    | Alfredo Chinetti         |
| 1982 | Pierino Gavazzi     | Claudio Torelli      | Gianbattista Baronchelli |
| 1983 | Moreno Argentin     | Giovanni Battaglin   | Alessandro Paganessi     |
| 1984 | Vittorio Algeri     | Silvano Contini      | Daniele Caroli           |
| 1985 | Claudio Corti       | Stefano Colage       | Stefano Giuliani         |
| 1986 | Claudio Corti       | Roberto Visentini    | Massimo Ghirotto         |
| 1987 | Bruno Leali         | Alberto Elli         | Emmanuelle Bombini       |
| 1988 | Pierino Gavazzi     | Giuseppe Saronni     | Maurizio Fondriest       |
| 1989 | Moreno Argentin     | Gianni Bugno         | Giorgio Furlan           |
| 1990 | Giorgio Furlan      | Roberto Pelliconi    | Flavio Giupponi          |
| 1991 | Gianni Bugno        | Franco Chioccioli    | Claudio Chiappucci       |
| 1992 | Marco Giovannetti   | Gianni Faresin       | Maurizio Fondriest       |
| 1993 | Massimo Podenzana   | Gianni Bugno         | Davide Cassani           |
| 1994 | Massimo Podenzana   | Francesco Casagrande | Gianni Faresin           |
| 1995 | Gianni Bugno        | Paolo Lanfranchi     | Andrea Tafi              |
| 1996 | Mario Cipollini     | Mario Traversoni     | Endrio Leoni             |
| 1997 | Gianni Faresin      | Francesco Casagrande | Valentino Fois           |
| 1998 | Andrea Tafi         | Daniele Nardello     | Alberto Elli             |
| 1999 | Salvatore Commesso  | Roberto Petito       | Alberto Elli             |
| 2000 | Michele Bartoli     | Gilberto Simoni      | Daniele Nardello         |
| 2001 | Daniele Nardello    | Michele Bartoli      | Daniele De Paoli         |
| 2002 | Salvatore Commesso  | Dario Frigo          | Francesco Casagrande     |
| 2003 | Paolo Bettini       | Filippo Pozzato      | Salvatore Commesso       |
| 2004 | Cristian Moreni     | Sergio Marinangeli   | Mauro Gerosa             |
| 2005 | Enrico Gasparotto   | Filippo Pozzato      | Massimo Giunti           |
| 2006 | Paolo Bettini       | Mirko Celestino      | Danilo Di Luca           |
| 2007 | Giovanni Visconti   | Paolo Bossoni        | Davide Rebellin          |
| 2008 | Filippo Simeoni     | Giovanni Visconti    | Filippo Pozzato          |
| 2009 | Filippo Pozzato     | Damiano Cunego       | Luca Paolini             |
| 2010 | Giovanni Visconti   | Ivan Santaromita     | Alessandro Ballan        |
| 2011 | Giovanni Visconti   | Mauro Santambrogio   | Simone Ponzi             |
| 2012 | Franco Pellizotti   | Danilo Di Luca       | Moreno Moser             |
| 2013 | Ivan Santaromita    | Michele Scarponi     | Davide Rebellin          |
| 2014 | Vincenzo Nibali     | Davide Formolo       | Matteo Rabottini         |
| 2015 | Vincenzo Nibali     | Francesco Reda       | Diego Ulissi             |
| 2016 | Giacomo Nizzolo     | Gianluca Brambilla   | Filippo Pozzato          |
| 2017 | Fabio Aru           | Diego Ulissi         | Rinaldo Nocentini        |
| 2018 | Elia Viviani        | Giovanni Visconti    | Domenico Pozzovivo       |
| 2019 | Davide Formolo      | Sonny Colbrelli      | Alberto Bettiol          |
| 2020 | Giacomo Nizzolo     | Davide Ballerini     | Sonny Colbrelli          |
| 2021 | Sonny Colbrelli     | Fausto Masnada       | Samuele Zoccarato        |
| 2022 | Filippo Zana        | Lorenzo Rota         | Samuele Battistella      |
| 2023 | Simone Velasco      | Lorenzo Rota         | Kristian Sbaragli        |
| 2024 | Alberto Bettiol     | Lorenzo Rota         | Edoardo Zambanini        |
| 2025 | Filippo Conca       | Alessandro Covi      | Thomas Pesenti           |

### Sub-23
| Año  | Ganador                    | Segundo                | Tercero            |
| ---- | -------------------------- | ---------------------- | ------------------ |
| 1996 | Roberto Fortunato          | -                      | -                  |
| 1997 | Oscar Mason                | -                      | -                  |
| 1998 | Danilo Di Luca             | Denis Lunghi           | Rinaldo Nocentini  |
| 1999 | Simone Fadini              | -                      | -                  |
| 2000 | Nicola Gavazzi             | -                      | -                  |
| 2001 | Marco Corsini              | -                      | -                  |
| 2002 | Paolo Bailetti             | -                      | -                  |
| 2003 | Giovanni Visconti          | Aristide Ratti         | Stefano Bonini     |
| 2004 | Riccardo Riccò             | Carlo Scognamiglio     | Nicola Peccolo     |
| 2005 | Adriano Angeloni           | Alessio Ricciardi      | Marco Panchetti    |
| 2006 | Francesco Gavazzi          | Maurizio Girardini     | Marco Stefani      |
| 2007 | Simone Ponzi               | Michele Gaia           | Mauro Finetto      |
| 2008 | Damiano Caruso             | Alberto Contoli        | Stefano Pirazzi    |
| 2009 | Matteo Rabottini           | Alfredo Balloni        | Gianluca Brambilla |
| 2010 | Stefano Agostini           | Stefano Locatelli      | Tommaso Salvetti   |
| 2011 | Matteo Trentin             | Fabio Aru              | Andrea Fedi        |
| 2012 | Francesco Manuel Bongiorno | Davide Formolo         | Kristian Sbaragli  |
| 2013 | Andrea Zordan              | Davide Villella        | Alberto Bettiol    |
| 2014 | Simone Sterbini            | Simone Andreetta       | Luca Chirico       |
| 2015 | Gianni Moscon              | Davide Gabburo         | Edward Ravasi      |
| 2016 | Simone Consonni            | Vincenzo Albanese      | Filippo Rocchetti  |
| 2017 | Matteo Moschetti           | Mirco Sartori          | Raffaele Radice    |
| 2018 | Edoardo Affini             | Alberto Dainese        | Michele Corradini  |
| 2019 | Marco Frigo                | Nicolas Dalla Valle    | Filippo Zana       |
| 2020 | Giovanni Aleotti           | Alessandro Santaromita | Luca Colnaghi      |
| 2021 | Gabriele Benedetti         | Filippo Baroncini      | Mattia Petrucci    |
| 2022 | Lorenzo Germani            | Walter Calzoni         | Emanuele Ansaloni  |

## Palmarés femenino
| Año  | Ganadora               | Segunda                | Tercera                   |
| ---- | ---------------------- | ---------------------- | ------------------------- |
| 1963 | Paola Scotti           | Florinda Parenti       | Anna Santini              |
| 1964 | Maria Cressari         | Paola Scotti           | Elisabetta Maffeis        |
| 1965 | Florinda Parenti       | Elisabetta Maffeis     | Anna Santini              |
| 1966 | Elisabetta Maffeis     | Florinda Parenti       | Giuditta Longari          |
| 1967 | Rosa D'Angelo          | Morena Tartagni        | Ivana Panzi               |
| 1968 | Maria Cressari         | Carla Bosio            | Ivana Panzi               |
| 1969 | Morena Tartagni        | Maria Cressari         | Carla Bosio               |
| 1970 | Giuditta Longari       | Morena Tartagni        | Angela Marchesin          |
| 1971 | Ivana Panzi            | Morena Tartagni        | Elisabetta Maffeis        |
| 1972 | Maria Cressari         | Elisabetta Maffeis     | Morena Tartagni           |
| 1973 | Maria Cressari         | Morena Tartagni        | Gianna Brovedano          |
| 1974 | Carmen Menegaldo       | Giuseppa Micheloni     | Emanuela Menuzzo          |
| 1975 | Luigina Bissoli        | Maria Cressari         | Morena Tartagni           |
| 1976 | Bruna Cancelli         | Patrizia Cassani       | Rita Coden                |
| 1977 | Luigina Bissoli        | Bruna Cancelli         | Adalberta Marcucetti      |
| 1978 | Rossella Galbiati      | Francesca Galli        | Anna Morlacchi            |
| 1979 | Francesca Galli        | Giuseppa Micheloni     | Cristina Minuzzo          |
| 1980 | Michela Tommasi        | Rossella Galbiati      | Lorena Moscon             |
| 1981 | Rosanna Piantoni       | Rossella Galbiati      | Adalberta Marcuccetti     |
| 1982 | Maria Canins           | Francesca Galli        | Adalberta Marcuccetti     |
| 1983 | Patrizia Spadaccini    | Adalberta Marcuccetti  | Luisa Seghezzi            |
| 1984 | Maria Canins           | Roberta Bonanomi       | Adalberta Marcuccetti     |
| 1985 | Maria Canins           | Mara Mosol             | Emanuela Menuzzo          |
| 1986 | Bruna Seghezzi         | Imelda Chiappa         | Maria Canins              |
| 1987 | Maria Canins           | Monica Bandini         | Imelda Chiappa            |
| 1988 | Maria Canins           | Imelda Chiappa         | Monica Bandini            |
| 1989 | Maria Canins           | Elisabetta Fanton      | Gabriella Pregnolato      |
| 1990 | Elisabetta Fanton      | Elisabetta Guazzaroni  | Imelda Chiappa            |
| 1991 | Lucia Pizzolotto       | Valeria Cappellotto    | Nadia Stramigioli         |
| 1992 | Michela Fanini         | Nadia Molteni          | Valeria Cappellotto       |
| 1993 | Imelda Chiappa         | Michela Fanini         | Sara Felloni              |
| 1994 | Simona Muzzioli        | Alessandra Cappellotto | Lucia Pizzolotto          |
| 1995 | Roberta Ferrero        | Alessandra Cappellotto | Nadia Molteni             |
| 1996 | Fabiana Luperini       | Imelda Chiappa         | Alessandra Cappellotto    |
| 1997 | Imelda Chiappa         | Alessandra Cappellotto | Valeria Cappellotto       |
| 1999 | Valeria Cappellotto    | Sonia Rocca            | Lucia Pizzolotto          |
| 2000 | Gabriella Pregnolato   | Greta Zocca            | Sara Felloni              |
| 2001 | Greta Zocca            | Katia Longhin          | Lisa Gatto                |
| 2002 | Rosalisa Lapomarda     | Katia Longhin          | Luisa Tamanini            |
| 2003 | Alessandra Cappellotto | Alessandra D'Ettore    | Katia Longhin             |
| 2004 | Fabiana Luperini       | Tania Belvederesi      | Alessandra Cappellotto    |
| 2005 | Silvia Parietti        | Alessandra Grassi      | Luisa Tamanini            |
| 2006 | Fabiana Luperini       | Gessica Turato         | Silvia Parietti           |
| 2007 | Eva Lechner            | Luisa Tamanini         | Giorgia Bronzini          |
| 2008 | Fabiana Luperini       | Tatiana Guderzo        | Giorgia Bronzini          |
| 2009 | Monia Baccaille        | Laura Bozzolo          | Giorgia Bronzini          |
| 2010 | Monia Baccaille        | Alessandra D'Ettore    | Lorena Foresi             |
| 2011 | Noemi Cantele          | Tatiana Guderzo        | Silvia Valsecchi          |
| 2012 | Giada Borgato          | Silvia Valsecchi       | Marta Bastianelli         |
| 2013 | Dalia Muccioli         | Giorgia Bronzini       | Rossella Ratto            |
| 2014 | Elena Cecchini         | Valentina Scandolara   | Maria Giulia Confalonieri |
| 2015 | Elena Cecchini         | Elisa Longo Borghini   | Dalia Muccioli            |
| 2016 | Elena Cecchini         | Elisa Longo Borghini   | Giorgia Bronzini          |
| 2017 | Elisa Longo Borghini   | Giorgia Bronzini       | Soraya Paladin            |
| 2018 | Marta Cavalli          | Sofia Bertizzolo       | Giorgia Bronzini          |
| 2019 | Marta Bastianelli      | Elisa Balsamo          | Ilaria Sanguineti         |
| 2020 | Elisa Longo Borghini   | Katia Ragusa           | Marta Cavalli             |
| 2021 | Elisa Longo Borghini   | Tatiana Guderzo        | Ilaria Sanguineti         |
| 2022 | Elisa Balsamo          | Rachele Barbieri       | Barbara Guarischi         |
| 2023 | Elisa Longo Borghini   | Silvia Persico         | Marta Cavalli             |
| 2024 | Elisa Longo Borghini   | Chiara Consonni        | Eleonora Gasparrini       |
| 2025 | Elisa Longo Borghini   | Monica Trinca Colonel  | Eleonora Ciabocco         |

## Estadísticas

### Más victorias
| Ciclista            | Victorias | Años                                                  |
| ------------------- | --------- | ----------------------------------------------------- |
| Costante Girardengo | 9         | 1913, 1914, 1919, 1920, 1921, 1922, 1923, 1924 y 1925 |
| Learco Guerra       | 5         | 1930, 1931, 1932, 1933 y 1934                         |
| Alfredo Binda       | 4         | 1926, 1927, 1928 y 1929                               |
| Fausto Coppi        | 4         | 1942, 1947, 1949 y 1955                               |
| Giovanni Cuniolo    | 3         | 1906, 1907 y 1908                                     |
| Gino Bartali        | 4         | 1935, 1937, 1940 y 1952                               |
| Fiorenzo Magni      | 3         | 1951, 1953 y 1954                                     |
| Franco Bitossi      | 3         | 1970, 1971 y 1976                                     |
| Enrico Paolini      | 3         | 1973, 1974 y 1977                                     |
| Francesco Moser     | 3         | 1975, 1979 y 1981                                     |
| Pierino Gavazzi     | 3         | 1978, 1982 y 1988                                     |
| Giovanni Visconti   | 3         | 2007, 2010 y 2011                                     |
| Dario Beni          | 2         | 1909 y 1911                                           |
| Ercole Baldini      | 2         | 1957 y 1958                                           |
| Nino Defilippis     | 2         | 1960 y 1962                                           |
| Michele Dancelli    | 2         | 1965 y 1966                                           |
| Felice Gimondi      | 2         | 1968 y 1972                                           |
| Claudio Corti       | 2         | 1985 y 1986                                           |
| Moreno Argentin     | 2         | 1983 y 1989                                           |
| Massimo Podenzana   | 2         | 1993 y 1994                                           |
| Gianni Bugno        | 2         | 1991 y 1995                                           |
| Salvatore Commesso  | 2         | 1999 y 2002                                           |
| Paolo Bettini       | 2         | 2003 y 2006                                           |
| Vincenzo Nibali     | 2         | 2014 y 2015                                           |
| Giacomo Nizzolo     | 2         | 2016 y 2020                                           |

| Ciclista             | Victorias | Años                                |
| -------------------- | --------- | ----------------------------------- |
| Maria Canins         | 6         | 1982, 1984, 1985, 1987, 1988 y 1989 |
| Elisa Longo Borghini | 6         | 2017, 2020, 2021, 2023, 2024 y 2025 |
| Maria Cressari       | 4         | 1964, 1968, 1972 y 1973             |
| Fabiana Luperini     | 4         | 1996, 2004, 2006 y 2008             |
| Elena Cecchini       | 3         | 2014, 2015 y 2016                   |
| Imelda Chiappa       | 2         | 1993 y 1997                         |
| Monia Baccaille      | 2         | 2009 y 2010                         |